# Anthophora galalensis
Anthophora galalensis är en biart som beskrevs av Hermann Priesner 1957. Den ingår i släktet pälsbin och familjen långtungebin. Inga underarter finns listade i Catalogue of Life.

## Beskrivning
Endast honan är beskriven. Grundfärgen är svart, med mörkbruna ben och gula markeringar i ansiktet. Mellankroppen har vitaktig päls med en lätt, gul ton. Vingarna är genomskinliga med mörka ribbor. Bakkroppen är täckt med mycket tjock, ullig, grå päls. Mitt på tergit 5 (det 5:e segmentet på bakkroopens ovansida) har den en svart, hårig "kudde". Kroppslängden är 11 till 11,5 mm, bredden är knappt 5 mm i höjd med mellankroppen.

## Ekologi och utbredning
Som alla i släktet är Anthophora galalensis ett solitärt bi och en skicklig flygare som föredrar torrare klimat. Arten, som endast har påträffats i det egyptiska guvernementet Suez, har konstaterats flyga i mars.

## Utbredning
Anthophora galalensis förekommer bara i Egypten, troligen endast lokalt.